# Alfalfa megye
Alfalfa megye az Amerikai Egyesült Államokban, azon belül Oklahoma államban található. Megyeszékhelye és legnagyobb városa Cherokee. Lakosainak száma 5699 fő (2020. április 1.). Alfalfa megye Major, Harper, Grant, Garfield, Barber és Woods megyékkel határos.

## Népesség
A megye népességének változása:
| Lakosok száma | 5630 | 5642 | 5667 | 5847 | 5868 | 5699 |
|               | 2010 | 2011 | 2012 | 2013 | 2015 | 2020 |